# Spisak sondi Sunčevog sistema
Ovo je spisak svemirskih sondi koje su napustile Zemljinu orbitu (ili su lansirane sa tom namerom, ali nisu uspele), organizovane prema njihovoj planiranoj destinaciji. Uključuje planetarne sonde, solarne sonde i sonde za asteroide i komete, ali isključuje lunarne misije, koje su posebno navedene na Listi lunarnih sondi i Listi misija Apolo. Preleti (poput gravitacionih asistencija) koji su bili slučajni za glavnu svrhu misije su takođe uključeni. Preleti Zemlje su posebno navedeni na Listi preletača preko Zemlje. Potvrđene buduće sonde su uključene, ali misije koje su još uvek u fazi koncepta, ili koje nikada nisu napredovale dalje od faze koncepta, nisu.

## Ključ
Ključ u boji:
| – Misija ili prelet uspešno završena (ili delimično uspešno) |  | – Neuspela ili otkazana misija |  |
| – Misija na putu ili u toku (uključujući proširenja misije)  |  | – Planirana misija             |  |

- † znači "uslovno identifikovan", kako je klasifikovala NASA.[1] Ovo su sovjetske misije iz doba Hladnog rata, uglavnom neuspešne, o kojima je malo ili nimalo detalja zvanično objavljeno. Date informacije mogu biti spekulativne.
- Datum je datum:

- najbliži susret (preletanje)
- uticaj (impaktori)
- orbitalno ubacivanje do kraja misije, bilo planirano ili preuranjeno (orbiteri)
- sletanje do kraja misije, bilo planirano ili prerano (lenderi)
- lansiranje (misije koje nikada nisu započele zbog neuspeha u ili ubrzo nakon lansiranja)

U slučajevima koji se ne uklapaju ni u šta od gore navedenog, navodi se događaj na koji se datum odnosi. Imajte na umu da kao rezultat ove šeme misije nisu uvek navedene po redosledu pokretanja.
- Neki od termina koji se koriste pod Tip:

- Prelet: Sonda leti pored astronomskog tela, ali ne orbitira oko njega
- Orbiter: Deo sonde koji kruži oko astronomskog tela
- Lender: Deo sonde koji se spušta na površinu astronomskog tela
- Rover: Deo sonde koji deluje kao vozilo za kretanje po čvrstoj površini astronomskog tela
- Penetrator: Deo sonde koji utiče na astronomsko telo
- Atmosferska sonda ili balon: Deo sonde koji se spušta kroz ili lebdi u atmosferi astronomskog tela
- Povratak uzoraka: Delovi sonde se vraćaju na Zemlju sa fizičkim uzorcima

- U okviru Status, u slučaju preleta (kao što su gravitacione asistencije) koji su sporedni u odnosu na glavnu misiju, „uspeh“ označava uspešan završetak preleta, ne nužno i glavne misije.

## Solarne sonde
Iako se Sunce fizički ne može istražiti sa trenutnom tehnologijom, sledeće sonde za posmatranje Sunca su dizajnirane i lansirane da rade u heliocentričnoj orbiti ili na jednoj od Lagranžijevih tačaka Zemlja-Sunce – dodatne solarne opservatorije su postavljene u Zemljinu orbitu i nisu uključene u ovu listu:

### 1960–1969
| Svemirska letelica | Svemirska letelica | Organizacija | Datum                                                      | Tip     | Status    | Napomene | Slika     | Reference |
| ------------------ | ------------------ | ------------ | ---------------------------------------------------------- | ------- | --------- | --- | --------- | --------- |
| Pioneer 5          | Pioneer 5          | NASA/ DOD    | Mart–April 1960                                            | orbiter | uspešna   | izmerene pojave magnetnog polja, čestice sunčeve baklje i jonizacija u međuplanetarnom regionu                     |           | 1960-001A |
| Pioneer 6(A)       | Pioneer 6(A)       | NASA         | Decembar 1965 – još uvek u kontaktu 2000                   | orbiter | uspešna   | mreža monitora "svemirskog vremena" u solarnoj orbiti, posmatrajući solarni vetar, kosmičke zrake i magnetna polja |           | 1965-105A |
| Pioneer 7(B)       | Pioneer 7(B)       | NASA         | Avgust 1966 – još uvek je moguće kontaktirati 1995. godine | orbiter | uspešna   | mreža monitora "svemirskog vremena" u solarnoj orbiti, posmatrajući solarni vetar, kosmičke zrake i magnetna polja | 1966-075A |           |
| Pioneer 8(C)       | Pioneer 8(C)       | NASA         | Decembar 1967 – još uvek je moguće kontaktirati 2001       | orbiter | uspešna   | mreža monitora "svemirskog vremena" u solarnoj orbiti, posmatrajući solarni vetar, kosmičke zrake i magnetna polja | 1967-123A |           |
| Pioneer 9(D)       | Pioneer 9(D)       | NASA         | Novembar 1968 – Maj 1983                                   | orbiter | uspešna   | mreža monitora "svemirskog vremena" u solarnoj orbiti, posmatrajući solarni vetar, kosmičke zrake i magnetna polja | 1968-100A |           |
| Pioneer-E          | Pioneer-E          | NASA         | 27 Avgust 1969                                             | orbiter | neuspešna | namenjen kao deo mreže Pioneer 6–9, ali nije uspeo da stigne u orbitu                                              |           | PIONE     |

### 1974–1997
| Svemirska letelica    | Svemirska letelica    | Organizacija | Datum                                              | Tip     | Status  | Napomene | Slika     | Reference |
| --------------------- | --------------------- | ------------ | -------------------------------------------------- | ------- | ------- | --- | --------- | --------- |
| Helios A              | Helios A              | DFVLR/ NASA  | Novembar 1974 – 1982                               | orbiter | uspešna | posmatranja solarnog vetra, magnetnih i električnih polja, kosmičkih zraka i kosmičke prašine između Zemlje i Sunca                                                       |           | 1974-097A |
| Helios B              | Helios B              | DFVLR/ NASA  | Januar 1976 – 1985?                                | orbiter | uspešna | posmatranja solarnog vetra, magnetnih i električnih polja, kosmičkih zraka i kosmičke prašine između Zemlje i Sunca                                                       | 1976-003A |           |
| ISEE-3                | ISEE-3                | NASA         | 1978–1982                                          | orbiter | uspešna | posmatrane solarne pojave u vezi sa ISEE-1 i ISEE-2 u orbiti oko Zemlje; kasnije preimenovan u International Cometary Explorer (ICE) i usmeren ka kometi Giacobini-Zinner |           | 1976-003A |
| Ulysses (prvi prolaz) | Ulysses (prvi prolaz) | ESA/ NASA    | 1994                                               | orbiter | uspešna | posmatranja južnog pola |           | 1990-090B |
| Ulysses (prvi prolaz) | Ulysses (prvi prolaz) | ESA/ NASA    | 1995                                               | orbiter | uspešna | posmatranja severnih polarnih delova |           | 1990-090B |
| WIND                  | WIND                  | NASA         | Novembar 1994 – još uvek aktivan od februara 2020. | orbiter | uspešna | merenja solarnog vetra |           | 1994-071A |
| SOHO                  | SOHO                  | ESA/ NASA    | Maj 1996 – produženo do decembra 2025              | orbiter | uspešna | istraživanje Sunčevog jezgra, korone i solarnog vetra; otkrića kometa |           | 1995-065A |
| ACE                   | ACE                   | NASA         | Avgust 1997 – projektovano do 2024.                | orbiter | uspešna | posmatranja solarnog vetra |           | 1997-045A |

### 2000–do danas
| Svemirska letelica     | Svemirska letelica     | Organizacija | Datum | Tip                      | Status           | Napomene                                                                                                  | Slika | Reference |
| ---------------------- | ---------------------- | ------------ | --- | ------------------------ | ---------------- | --- | ----- | --------- |
| Ulysses (drugi prolaz) | Ulysses (drugi prolaz) | ESA/ NASA    | 2000 | orbiter                  | uspešna          | posmatranja južnog pola                                                                                   |       | 1990-090B |
| Ulysses (drugi prolaz) | Ulysses (drugi prolaz) | ESA/ NASA    | 2001 | orbiter                  | uspešna          | posmatranja severnih polarnih delova                                                                      |       | 1990-090B |
| Genesis                | Genesis                | NASA         | 2001–2004 | orbiter/ vraćanje uzorka | uspešna          | vraćanje uzorka solarnog vetra; srušio se pri povratku na Zemlju, mnogo podataka je spašeno               |       | 2001-034A |
| STEREO A               | STEREO A               | NASA         | Decembar 2006 – još uvek aktivan od septembra 2021. | orbiter                  | uspešna          | stereoskopsko snimanje koronalnih izbacivanja mase i drugih solarnih fenomena                             |       | 2006-047A |
| STEREO B               | STEREO B               | NASA         | Decembar 2006 – Oktobar 2014. Avgust 2016 – Oktobar 2018 (komunikacija izgubljena između 1. oktobra 2014. i 21. avgusta 2016.) NASA je naredila da se periodične operacije oporavka Stereo-B prekine uz poslednju podršku 17. oktobra 2018. | orbiter                  | uspešna          | stereoskopsko snimanje koronalnih izbacivanja mase i drugih solarnih fenomena                             |       | 2006-047B |
| Ulysses (treći prolaz) | Ulysses (treći prolaz) | ESA/ NASA    | 2007 | orbiter                  | uspešna          | posmatranja južnog pola                                                                                   |       | 1990-090B |
| Ulysses (treći prolaz) | Ulysses (treći prolaz) | ESA/ NASA    | 2008 | orbiter                  | delimičan uspeh  | severne polarne opservacije; neki podaci su vraćeni uprkos nestanku struje i smanjenom kapacitetu prenosa |       | 1990-090B |
| DSCOVR                 | DSCOVR                 | NOAA         | Februar 2015 – | orbiter                  | uspešna          | praćenje sunčevog vetra i koronalne mase kao i praćenje klime na Zemlji                                   |       | 2015-007A |
| Parker Solar Probe     | Parker Solar Probe     | NASA         | Novembar 2018 – Decembar 2025 | orbiter/prelet (26 puta) | i plan putovanja | solarna koronalna studija bliskog dometa                                                                  |       | 2018-065A |
| Solar Orbiter          | Solar Orbiter          | ESA          | 10 Februar 2020 (lansiranje) | orbiter                  | i plan putovanja | fizike sunca i heliosfere                                                                                 |       | 2020-010A |
| CuSP                   | CuSP                   | NASA         | 16 Novembar 2022- | orbiter                  | uspešna          | proučavanje čestica i magnetnih polja.                                                                    |       | CUSP      |

### Predloženo
| Svemirska letelica | Svemirska letelica | Organizacija | Datum        | Tip     | Status  | Napomene                   | Slika | Reference     |
| ------------------ | ------------------ | ------------ | ------------ | ------- | ------- | -------------------------- | ----- | ------------- |
| Aditya-L1          | Aditya-L1          | ISRO         | Februar 2023 | orbiter | planned | Posmatranje solarne korone |       | [ 12 ] [ 13 ] |

## Merkurovesonde
| Svemirska letelica                       | Svemirska letelica                       | Organizacija                           | Datum                                                                    | Tip                                                         | Status                                                      | Napomene                                                                                           | Slika | Reference |
| ---------------------------------------- | ---------------------------------------- | -------------------------------------- | ------------------------------------------------------------------------ | ----------------------------------------------------------- | ----------------------------------------------------------- | -------------------------------------------------------------------------------------------------- | ----- | --------- |
| Mariner 10                               | Mariner 10                               | NASA                                   | 29 Mart 1974                                                             | leteći mimo                                                 | uspešna                                                     | minimalna udaljenost 704 km (437 mi)                                                               |       | 1973-085A |
| Mariner 10                               | Mariner 10                               | NASA                                   | 21 September 1974                                                        | leteći mimo                                                 | uspešna                                                     | 48,069 km (29,869 mi)                                                                              |       | 1973-085A |
| Mariner 10                               | Mariner 10                               | NASA                                   | 16 Mart 1975                                                             | leteći mimo                                                 | uspešna                                                     | 327 km (203 mi)                                                                                    |       | 1973-085A |
| MESSENGER                                | MESSENGER                                | NASA                                   | 14 Januar 2008                                                           | leteći mimo                                                 | uspešna                                                     | minimalna udaljenost 200 km (120 mi)                                                               |       | 2004-030A |
| MESSENGER                                | MESSENGER                                | NASA                                   | 6 Oktobar 2008                                                           | leteći mimo                                                 | uspešna                                                     | minimalna udaljenost 200 km (120 mi)                                                               |       | 2004-030A |
| MESSENGER                                | MESSENGER                                | NASA                                   | 29 Septembar 2009                                                        | leteći mimo                                                 | uspešna                                                     | minimalna udaljenost 228 km (142 mi)                                                               |       | 2004-030A |
| MESSENGER                                | MESSENGER                                | NASA                                   | 18 Mart 2011 – 30 April 2015                                             | orbiter                                                     | uspešna                                                     | prva svemirska letelica koja je orbitirala oko Merkura; neizbežni udar na površinu na kraju misije |       | 2004-030A |
| BepiColombo (Merkur krstarenje sistemom) | BepiColombo (Merkur krstarenje sistemom) | ESA/ JAXA                              | 1 Oktobar 2021                                                           | leteći mimo                                                 | uspešna                                                     | |       | 2018-080A |
| BepiColombo (Merkur krstarenje sistemom) | BepiColombo (Merkur krstarenje sistemom) | ESA/ JAXA                              | 23 Jun 2022                                                              | leteći mimo                                                 | uspešna                                                     | |       | 2018-080A |
| BepiColombo (Merkur krstarenje sistemom) | BepiColombo (Merkur krstarenje sistemom) | ESA/ JAXA                              | Jun 2023                                                                 | leteći mimo                                                 | i plan putovanja                                            | |       | 2018-080A |
| BepiColombo (Merkur krstarenje sistemom) | BepiColombo (Merkur krstarenje sistemom) | ESA/ JAXA                              | Septembar 2024                                                           | leteći mimo                                                 | i plan putovanja                                            | |       | 2018-080A |
| BepiColombo (Merkur krstarenje sistemom) | BepiColombo (Merkur krstarenje sistemom) | ESA/ JAXA                              | Decembar 2024                                                            | leteći mimo                                                 | i plan putovanja                                            | |       | 2018-080A |
| BepiColombo (Merkur krstarenje sistemom) | BepiColombo (Merkur krstarenje sistemom) | ESA/ JAXA                              | Januar 2025                                                              | leteći mimo                                                 | i plan putovanja                                            | |       | 2018-080A |
|                                          | Mercury Planetary Orbiter                | ESA                                    | 5 Decembar 2025 (orbitalno ubacivanje) 14 Mart 2026 (konačna MPO orbita) | orbiter                                                     | i plan putovanja (priključen na sistem krstarenja Merkurom) | |       | 2018-080A |
| Mio (Merkurov (magnetosferski orbiter)   | JAXA                                     | 5 Decembar 2025 (orbitalno ubacivanje) | orbiter                                                                  | i plan putovanja (priključen na sistem krstarenja Merkurom) |                                                             | |       | 2018-080A |

## Venerinesonde
Rani programi koji obuhvataju više svemirskih letelica uključuju:
- Venera program — SSSR Venerin orbiter i lender (1961–1984)
- Projekat Pioneer Venus — Američki orbiter Venera i ulazne sonde (1978)
- Vega program — misija SSSR na Veneru i Halijevoj kometi (1984)

### 1961–1969
| Svemirska letelica | Svemirska letelica | Organizacija | Datum                     | Tip                    | Status    | Napomene                                                                                                 | Slika | Reference |
| ------------------ | ------------------ | ------------ | ------------------------- | ---------------------- | --------- | --- | ----- | --------- |
| Tyazhely Sputnik   | Tyazhely Sputnik   | (SSSR)       | 4 Februar 1961            | lander                 | neuspešna | nije uspeo da pobegne iz Zemljine orbite                                                                 |       | 1961-002A |
| Venera 1           | Venera 1           | (SSSR)       | 19 Maj 1961 – 20 Maj 1961 | leteći mimo            | neuspešna | kontakt izgubljen 7 dana nakon lansiranja; prva svemirska letelica koja je proletela pored druge planete |       | 1961-003A |
| Mariner 1          | Mariner 1          | NASA         | 22 Jul 1962               | leteći mimo            | neuspešna | greška u navođenju ubrzo nakon lansiranja                                                                |       | MARIN1    |
| Sputnik 19         | Sputnik 19         | (SSSR)       | 25 Avgust 1962            | lander                 | neuspešna | nije uspeo da pobegne iz Zemljine orbite                                                                 |       | 1962-040A |
| Sputnik 20         | Sputnik 20         | (SSSR)       | 1 Septembar 1962          | lander                 | neuspešna | nije uspeo da pobegne iz Zemljine orbite                                                                 |       | 1962-043A |
| Sputnik 21         | Sputnik 21         | (SSSR)       | 12 Septembar 1962         | leteći mimo            | neuspešna | treća faza je eksplodirala                                                                               |       | 1962-045A |
| Mariner 2          | Mariner 2          | NASA         | 14 Decembar 1962          | leteći mimo            | uspešna   | prvi uspešan prelet Venere; minimalna udaljenost 34.773 km (21.607 mi)                                   |       | 1962-041A |
| Cosmos 21†         | Cosmos 21†         | (SSSR)       | 11 Novembar 1963          | leteći mimo?           | neuspešna | nije uspeo da pobegne iz Zemljine orbite                                                                 |       | 1963-044A |
| Venera 1964A†      | Venera 1964A†      | (SSSR)       | 19 Februar 1964           | leteći mimo            | neuspešna | nije uspeo da stigne do Zemljine orbite                                                                  |       | [ 1 ]     |
| Venera 1964B†      | Venera 1964B†      | (SSSR)       | 1 Mart 1964               | leteći mimo            | neuspešna | nije uspeo da stigne do Zemljine orbite                                                                  |       | [ 1 ]     |
| Cosmos 27          | Cosmos 27          | (SSSR)       | 27 Mart 1964              | leteći mimo            | neuspešna | nije uspeo da pobegne iz Zemljine orbite                                                                 |       | 1964-014A |
| Zond 1             | Zond 1             | (SSSR)       | 1964                      | prelet i mogući lender | neuspešna | kontakt izgubljen na putu                                                                                |       | 1964-016D |
| Cosmos 96          | Cosmos 96          | (SSSR)       | 23 Novembar 1965          | lander                 | neuspešna | nije napustio nisku Zemljinu orbitu zbog neuspeha u lansiranju                                           |       | 1965-094A |
| Venera 1965A†      | Venera 1965A†      | (SSSR)       | 26 Novembar 1965          | leteći mimo            | neuspešna | kvar lansirne rakete?                                                                                    |       | [ 1 ]     |
| Venera 2           | Venera 2           | (SSSR)       | 27 Februar 1966           | leteći mimo            | neuspešna | prestao sa radom na putu                                                                                 |       | 1965-091A |
| Venera 3           | Venera 3           | (SSSR)       | 1 Mart 1966               | lander                 | neuspešna | kontakt izgubljen pre dolaska; prva svemirska letelica koja je udarila na površinu druge planete         |       | 1965-092A |
| Kosmos 167         | Kosmos 167         | (SSSR)       | 17 Jun 1967               | lander                 | neuspešna | nije uspeo da pobegne iz Zemljine orbite                                                                 |       | 1967-063A |
| Venera 4           | Venera 4           | (SSSR)       | 18 Oktobar 1967           | atmosferska sonda      | uspešna   | nastavio da prenosi do visine od 25 km (16 mi)                                                           |       | 1967-058A |
| Mariner 5          | Mariner 5          | NASA         | 19 Oktobar 1967           | leteći mimo            | uspešna   | minimalno rastojanje 5,000 km (3,107 mi)                                                                 |       | 1967-060A |
| Venera 5           | Venera 5           | (SSSR)       | 16 Maj 1969               | atmosferska sonda      | uspešna   | prenosio atmosferske podatke u trajanju od 53 minuta, na visinu od oko 26 km (16 mi)                     |       | 1969-001A |
| Venera 6           | Venera 6           | (SSSR)       | 17 Maj 1969               | atmosferska sonda      | uspešna   | prenosio atmosferske podatke u trajanju od 51 minuta, do visine od možda 10—12 km (6,2—7,5 mi)           |       | 1969-002A |

### 1970–1978
| Svemirska letelica       | Svemirska letelica       | Organizacija | Datum                  | Tip                                                                                          | Status                                                                 | Napomene | Slika     | Reference |
| ------------------------ | ------------------------ | ------------ | ---------------------- | -------------------------------------------------------------------------------------------- | ---------------------------------------------------------------------- | --- | --------- | --------- |
| Cosmos 359               | Cosmos 359               | (SSSR)       | 22 Avgust 1970         | lander?                                                                                      | neuspešna                                                              | nije uspeo da pobegne iz Zemljine orbite                                                                                    |           | 1970-065A |
| Venera 7                 | Venera 7                 | (SSSR)       | 15 Decembar 1970       | lander                                                                                       | uspešna                                                                | prvo uspešno sletanje na drugu planetu; signali su se vraćali sa površine 23 minuta                                         |           | 1970-060A |
| Cosmos 482               | Cosmos 482               | (SSSR)       | 31 Mart 1972           | lander?                                                                                      | neuspešna                                                              | nije uspeo da pobegne iz Zemljine orbite                                                                                    |           | 1972-023A |
| Venera 8                 | Venera 8                 | (SSSR)       | 22 Jul 1972            | lander                                                                                       | uspešna                                                                | signali su se vraćali sa površine 50 minuta                                                                                 |           | 1972-021A |
| Mariner 10               | Mariner 10               | NASA         | 5 Februar 1974         | leteći mimo                                                                                  | uspešna                                                                | minimalno rastojanje 5.768 km (3.584 mi), na putu do Merkura; prva upotreba gravitacije od strane međuplanetarne letelice.  |           | 1973-085A |
| Venera 9                 | Venera 9                 | (SSSR)       | 1975                   | orbiter                                                                                      | uspešna                                                                | prva svemirska letelica koja je orbitirala oko Venere; komunikacioni relej za lender; atmosferske i magnetne studije        |           | 1975-050A |
| Venera 9                 | Venera 9                 | (SSSR)       | 22 Oktobar 1975        | lander                                                                                       | uspešna                                                                | prve slike sa površine; radio je na površini 53 minuta                                                                      |           | 1975-050D |
| Venera 10                | Venera 10                | (SSSR)       | 1975                   | orbiter                                                                                      | uspešna                                                                | komunikacioni relej za lender; atmosferske i magnetne studije                                                               |           | 1975-054A |
| Venera 10                | Venera 10                | (SSSR)       | 23 Oktobar 1975        | lander                                                                                       | uspešna                                                                | prenosio sa površine 65 minuta                                                                                              |           | 1975-054D |
| Pioneer Venus Orbiter    | Pioneer Venus Orbiter    | NASA         | 4 December 1978 – 1992 | orbiter                                                                                      | uspešna                                                                | atmosferske i magnetne studije                                                                                              |           | 1978-051A |
| Pioneer Venus Multiprobe | Pioneer Venus Multiprobe | NASA         | 9 Decembar 1978        |                                                                                              |                                                                        | |           |           |
|                          | bus                      |              |                        | transporter sonde                                                                            | uspešna                                                                | raspoređene četiri atmosferske sonde, zatim izgorele u atmosferi Venere, nastavljajući da emituju sa 110 km (68 mi) visine. |           | 1978-078A |
| velika sonda             |                          |              | atmosferska sonda      | uspešna                                                                                      |                                                                        | | 1978-078D |           |
| severna sonda            |                          |              | atmosferska sonda      | uspešna                                                                                      |                                                                        | | 1978-078E |           |
| dnevna sonda             |                          |              | atmosferska sonda      | uspešna                                                                                      | preživeo udar i nastavio da se prenosi sa površine više od sat vremena | 1978-078G |           |           |
| noćna sonda              |                          |              | atmosferska sonda      | uspešna                                                                                      |                                                                        | 1978-078F |           |           |
| Venera 12                | Venera 12                | SAS          |                        |                                                                                              |                                                                        | |           |           |
|                          | platforma za letenje     |              | 21 Decembar 1978       | leteći mimo                                                                                  | uspešna                                                                | minimalna udaljenost 34,000 km (21,127 mi); raspoređen lender, a zatim je delovao kao komunikacioni relej                   |           | 1978-086A |
| letelica za silazak      | 21 Decembar 1978         | lander       | delimičan uspeh        | Mekano sletanje; prenosi se vraćaju 110 minuta; kvar nekih instrumenata                      |                                                                        | 1978-086C |           |           |
| Venera 11                | Venera 11                | SAS          |                        |                                                                                              |                                                                        | identična Veneri 12 |           |           |
|                          | platforma za letenje     |              | 25 December 1978       | leteći mimo                                                                                  | uspešna                                                                | minimalna udaljenost 34.000 km (21.000 mi); postavljen lender, a zatim je delovao kao komunikacioni relej.                  |           | 1978-084A |
| letelica za silazak      | 25 Decembar 1978         | lander       | delimičan uspeh        | Mekano sletanje; prenos se vratio sa 95 minuta zakašnjenja; desio se kvar nekih instrumenata |                                                                        | 1978-084D |           |           |

### 1982–1999
| Svemirska letelica  | Svemirska letelica | Organizacija   | Datum                            | Tip               | Status                          | Napomene                                                                         | Slika     | Reference |
| ------------------- | ------------------ | -------------- | -------------------------------- | ----------------- | ------------------------------- | -------------------------------------------------------------------------------- | --------- | --------- |
| Venera 13           | Venera 13          | SAS            |                                  |                   |                                 |                                                                                  |           |           |
|                     | bus                |                | 1 Mart 1982                      | leteći mimo       | uspešna                         | Postavljen je lender, a zatim je delovao kao komunikacioni relej                 |           | 1981-106A |
| letelica za silazak |                    | 1 Mart 1982    | lander                           | uspešna           | preživeo na površini 127 minuta | 1981-106D                                                                        |           |           |
| Venera 14           | Venera 14          | SAS            |                                  |                   |                                 | identična Veneri 13                                                              |           |           |
|                     | bus                |                | 5 Mart 1982                      | leteći mimo       | uspešna                         | Postavljen je lender, a zatim je delovao kao komunikacioni relej                 |           | 1981-110A |
| letelica za silazak |                    | 5 Mart 1982    | lander                           | uspešna           | preživeo na površini 57 minuta  | 1981-110D                                                                        |           |           |
| Venera 15           | Venera 15          | SAS            | 1983–1984                        | orbiter           | uspešna                         | radarsko mapiranje                                                               |           | 1983-053A |
| Venera 16           | Venera 16          | SAS            | 1983–1984                        | orbiter           | uspešna                         | radarsko mapiranje; identična Veneri 15                                          |           | 1983-054A |
| Vega 1              | Vega 1             | SAS            | 11 Jun 1985                      | leteći mimo       | uspešna                         | nastavio da leti pored Halejeve komete                                           |           | 1984-125A |
| Vega 1              | Vega 1             | SAS            | 11 Jun 1985                      | lander            | neuspešna                       | instrumenti raspoređeni prerano                                                  | 1984-125E |           |
| Vega 1              | Vega 1             | SAS            | 11 Jun 1985                      | atmosferski balon | uspešna                         | plutao na visini od oko 54 km (34 mi) 54 km i prenosio podatke oko 46 sati       |           | 1984-125F |
| Vega 2              | Vega 2             | SAS            | 15 Jun 1985                      | leteći mimo       | uspešna                         | nastavio da leti pored Halejeve komete                                           |           | 1984-128A |
| Vega 2              | Vega 2             | SAS            | 15 Jun 1985                      | lander            | uspešna                         | prenosio sa površine 56 minuta                                                   | 1984-128E |           |
| Vega 2              | Vega 2             | SAS            | 15 Jun 1985                      | atmosferski balon | uspešna                         | plutao na visini od oko 54 km (34 mi) i prenosio podatke oko 46 sati             |           | 1984-128F |
| Galileo             | Galileo            | NASA           | 10 Februar 1990                  | leteći mimo       | uspešna                         | pomoć gravitacije na putu do Jupitera; minimalna udaljenost 16.000 km (9.900 mi) |           | 1989-084B |
| Magellan            | Magellan           | NASA           | 10 Avgust 1990 – 12 Oktobar 1994 | orbiter           | uspešna                         | globalno radarsko mapiranje                                                      |           | 1989-033B |
| Cassini             | Cassini            | NASA/ ESA/ ASI | 26 April 1998                    | leteći mimo       | uspešna                         | pomoć gravitacije na putu do Saturna                                             |           | 1997-061A |
| Cassini             | Cassini            | NASA/ ESA/ ASI | 24 Jun 1999                      | leteći mimo       | uspešna                         | pomoć gravitacije na putu do Saturna                                             |           | 1997-061A |

### 2006–do danas
| Svemirska letelica         | Svemirska letelica         | Organizacija | Datum                                    | Tip                            | Status           | Napomene                                                                                                 | Slika | Reference |
| -------------------------- | -------------------------- | ------------ | ---------------------------------------- | ------------------------------ | ---------------- | --- | ----- | --------- |
| Venus Express              | Venus Express              | ESA          | 11 April 2006 – 18 Januar 2015           | orbiter                        | uspešna          | atmosferske studije; planetarno snimanje; magnetna posmatranja                                           |       | 2005-045A |
| MESSENGER                  | MESSENGER                  | NASA         | 24 Oktobar 2006                          | leteći mimo                    | uspešna          | samo pomoć gravitacije; minimalna udaljenost 2.990 km (1.860 mi)                                         |       | 2004-030A |
| MESSENGER                  | MESSENGER                  | NASA         | 6 Jun 2007                               | leteći mimo                    | uspešna          | minimalna udaljenost 300 km (190 mi); na putu za Merkur                                                  |       | 2004-030A |
| Akatsuki (PLANET-C)        | Akatsuki (PLANET-C)        | JAXA         | 6 Decembar 2010 (leteći mimo Venere)     | orbiter                        | neuspešna        | neuspešno ubacivanje u orbitu 2010. godine; uspeh u naučnoj misiji 2015. koja traje od maja 2016         |       | 2010-020D |
| Akatsuki (PLANET-C)        | Akatsuki (PLANET-C)        | JAXA         | 7 Decembar 2015 (orbitalno ubacivanje) – | orbiter                        | uspešna          | neuspešno ubacivanje u orbitu 2010. godine; uspeh u naučnoj misiji 2015. koja traje od maja 2016         |       | 2010-020D |
| IKAROS                     | IKAROS                     | JAXA         | 8 Decembar 2010                          | leteći mimo                    | uspešna          | razvoj tehnologije solarnih jedara / istraživanje međuplanetarnog svemira                                |       | 2010-020E |
| Shin'en (UNITEC-1)         | Shin'en (UNITEC-1)         | UNISEC       | Decembar 2010?                           | leteći mimo                    | neuspešna        | kontakt izgubljen ubrzo nakon lansiranja                                                                 |       | 2010-020F |
| Parker Solar Probe         | Parker Solar Probe         | NASA         | Oktobar 2018 – Novembar 2024             | leteći mimo (approach 7 times) | i plan putovanja | pomoć gravitacije na putu do solarne korone                                                              |       | 2018-065A |
| BepiColombo (prvi prelet)  | BepiColombo (prvi prelet)  | ESA/ JAXA    | 15 Oktobar 2020                          | leteći mimo                    | uspešna          | pomoć gravitacije na putu do Merkura; minimalna prilazna udaljenost je bila oko 10.720 km (6.660 mi)     |       | 2018-080A |
| Solar Orbiter              | Solar Orbiter              | ESA          | 27 Decembar 2020                         | leteći mimo                    | uspešna          | pomoć gravitacije na putu do nagnute heliocentrične orbite za solarna polarna posmatranja                |       | 2020-010A |
| Solar Orbiter              | Solar Orbiter              | ESA          | 9 Avgust 2021                            | leteći mimo                    | uspešna          | pomoć gravitacije na putu do nagnute heliocentrične orbite za solarna polarna posmatranja                |       | 2020-010A |
| BepiColombo (drugi prelet) | BepiColombo (drugi prelet) | ESA/ JAXA    | 10 Avgust 2021                           | leteći mimo                    | uspešna          | pomoć gravitacije na putu do Merkura, tokom koje može da proučava Venerinu atmosferu i solarno okruženje |       | 2018-080A |
| Solar Orbiter              | Solar Orbiter              | ESA          | Septembar 2022                           | leteći mimo                    | i plan putovanja | pomoć gravitacije na putu do nagnute heliocentrične orbite                                               |       | 2020-010A |
| Solar Orbiter              | Solar Orbiter              | ESA          | Februar 2025                             | leteći mimo                    | i plan putovanja | pomoć gravitacije na putu do nagnute heliocentrične orbite                                               |       | 2020-010A |
| Solar Orbiter              | Solar Orbiter              | ESA          | Decembar 2026                            | leteći mimo                    | i plan putovanja | pomoć gravitacije na putu do nagnute heliocentrične orbite                                               |       | 2020-010A |

### Predloženo
| Svemirska letelica                      | Svemirska letelica                      | Organizacija   | Datum          | Tip                        | Status     | Napomene                                                                          | Slika | Reference                   |
| --------------------------------------- | --------------------------------------- | -------------- | -------------- | -------------------------- | ---------- | --------------------------------------------------------------------------------- | ----- | --------------------------- |
| Raketna labaratorija na Venerinoj sondi | Raketna labaratorija na Venerinoj sondi | MIT/Rocket Lab | Maj 2023       | atmosferska sonda          | u razvoju  | Traži organske molekule u česticama venerinog oblaka i ograničiti sastav čestica. |       | [ 23 ]                      |
| JUICE                                   | JUICE                                   | ESA            | Avgust 2025    | leteći mimo                | planirano  | pomoć gravitacije na putu do Jupitera                                             |       | [ 24 ]                      |
| Shukrayaan-1                            | Shukrayaan-1                            | ISRO           | Decembar 2024  | orbiter, atmosferski balon | planirano  |                                                                                   |       | [ 25 ] [ 26 ] [ 27 ] [ 28 ] |
| Venera-D                                | Venera-D                                | RKA            | 2029           | orbiter, lander            | predloženo |                                                                                   |       | [ 29 ]                      |
| Dragonfly                               | Dragonfly                               | NASA           | 2027           | leteći mimo                | planirano  | pomoć gravitacije na putu do Titana                                               |       | [ 30 ]                      |
| Solar Orbiter                           | Solar Orbiter                           | ESA            | Mart 2028      | leteći mimo                | predloženo | produženje misije                                                                 |       | 2020-010A                   |
| Solar Orbiter                           | Solar Orbiter                           | ESA            | Jun 2029       | leteći mimo                | predloženo | produženje misije                                                                 |       | 2020-010A                   |
| Solar Orbiter                           | Solar Orbiter                           | ESA            | Septembar 2030 | leteći mimo                | predloženo | produženje misije                                                                 |       | 2020-010A                   |
| DAVINCI+                                | DAVINCI+                                | NASA           | 2028-2030      | atmosferska sonda          | planirano  |                                                                                   |       | [ 31 ]                      |
| Tianwen-4                               | Tianwen-4                               | CNSA           | April 2030     | leteći mimo                | predloženo | pomoć gravitacije na putu do Jupitera                                             |       | [ 32 ]                      |
| VERITAS                                 | VERITAS                                 | NASA           | NET 2031       | orbiter                    | planirano  |                                                                                   |       | [ 31 ]                      |
| EnVision                                | EnVision                                | ESA            | 2034           | orbiter                    | planirano  |                                                                                   |       | [ 33 ]                      |
| Venus In Situ Explorer                  | Venus In Situ Explorer                  | NASA           | TBD            | lender ili avion           | predloženo |                                                                                   |       | [ 34 ]                      |

## Preleti preko Zemlje
See Spisak preleta preko Zemlje
Pored toga, nekoliko planetarnih sondi poslato je nazad na posmatranja sistema Zemlja-Mesec ubrzo nakon lansiranja, pre svega Mariner 10, Pioneers 10 i 11 i obe Voyager sonde (Voyager 1 i Voyager 2).

## Mesečevesonde
See Spisak lunarnih sondi

## Marsovesonde
Glavni rani programi koji obuhvataju više sondi uključuju:
- Zond program — neuspela sonda SSSR-a
- Program sonde za Mars — orbiteri i lenderi SSSR-a
- Viking program — dva NASA orbitera i lendera (1974)
- Program Fobos — neuspeli orbiteri SSSR-a i lenderi Fobos

### 1960–1969
| Svemirska letelica | Svemirska letelica | Organizacija | Datum                        | Tip         | Status    | Napomene                                                                                  | Slika | Reference |
| ------------------ | ------------------ | ------------ | ---------------------------- | ----------- | --------- | ----------------------------------------------------------------------------------------- | ----- | --------- |
| Mars 1M No.1       | Mars 1M No.1       | SSSR         | 10 Oktobar 1960              | leteći mimo | neuspešna | nije uspeo da stigne do Zemljine orbite                                                   |       | MARSNK1   |
| Mars 1M No.2       | Mars 1M No.2       | SSSR         | 14 Oktobar 1960              | leteći mimo | neuspešna | nije uspeo da stigne do Zemljine orbite                                                   |       | MARSNK2   |
| Mars 1962A         | Mars 1962A         | SSSR         | 24 Oktobar 1962              | leteći mimo | neuspešna | eksplodirao u ili na putu ka Zemljinoj orbiti                                             |       | 1962-057A |
| Mars 1962B         | Mars 1962B         | SSSR         | 11 Novembar 1962 (lansirana) | lander      | neuspešna | raspao se tokom transfera na putanju Marsa                                                |       | 1962-062A |
| Mars 1             | Mars 1             | SSSR         | 19 Jun 1963                  | leteći mimo | neuspešna | kontakt izgubljen na putu; leteo na udaljenosti od oko 193.000 km (120.000 mi) od Marsa.  |       | 1962-061A |
| Mariner 3          | Mariner 3          | NASA         | 5 Novembar 1964              | leteći mimo | neuspešna | zaštitni štit nije uspeo da se izbaci, sprečavajući letelicu da postigne ispravnu putanju |       | 1964-073A |
| Mariner 4          | Mariner 4          | NASA         | 15 Jul 1965                  | leteći mimo | uspešna   | prve slike Marsa u krupnom planu                                                          |       | 1964-077A |
| Zond 2             | Zond 2             | SSSR         | 6 Avgust 1965                | leteći mimo | neuspešna | kontakt izgubljen na putu; leteo na udaljenosti od 1.500 km (930 mi) od Marsa.            |       | 1964-078C |
| Mariner 6          | Mariner 6          | NASA         | 31 Jul 1969                  | leteći mimo | uspešna   |                                                                                           |       | 1969-014A |
| Mariner 7          | Mariner 7          | NASA         | 5 Avgust 1969                | leteći mimo | uspešna   |                                                                                           |       | 1969-030A |
| Mars 1969A         | Mars 1969A         | SSSR         | 27 Mart 1969 (lansirana)     | orbiter     | neuspešna | neuspešno lansiranje                                                                      |       | MARS69A   |
| Mars 1969B         | Mars 1969B         | SSSR         | 2 April 1969 (lansirana)     | orbiter     | neuspešna | neuspešno lansiranje                                                                      |       | MARS69B   |

### 1971–1976
| Svemirska letelica | Svemirska letelica | Organizacija | Datum                              | Tip                           | Status          | Napomene                                                                                               | Slika | Reference |
| ------------------ | ------------------ | ------------ | ---------------------------------- | ----------------------------- | --------------- | --- | ----- | --------- |
| Mariner 8          | Mariner 8          | NASA         | 9 Maj 1971 (lansirana)             | orbiter                       | neuspešna       | kvar lansirne rakete                                                                                   |       | MARINH    |
| Kosmos 419         | Kosmos 419         | SSSR         | 10 Maj 1971 (lansirana)            | orbiter                       | neuspešna       | nije uspeo da pobegne iz Zemljine orbite                                                               |       | 1971-042A |
| Mariner 9          | Mariner 9          | NASA         | 14 Novembar 1971 – 27 Oktobar 1972 | orbiter                       | uspešna         | prva svemirska letelica koja je orbitirala oko druge planete                                           |       | 1971-051A |
| Mars 2             | Mars 2             | SSSR         | 27 Novembar 1971 – 22 Avgust 1972  | orbiter                       | uspešna         | prva sovjetska letelica koja je orbitirala oko druge planete                                           |       | 1971-045A |
|                    | Mars 2 Lander      | SSSR         | 27 Novembar 1971                   | lender i rover kratkog dometa | neuspešna       | srušio; prvi objekat koji je napravio čovek koji je dospeo na površinu Marsa                           |       | 1971-045D |
| Mars 3             | Mars 3             | SSSR         | 2 Decembar 1971 – 22 Avgust 1972   | orbiter                       | delimičan uspeh | postigao drugačiju orbitu od predviđene zbog nedovoljnog goriva                                        |       | 1971-049A |
|                    | Mars 3 Lander      | SSSR         | 2 Decembar 1971                    | lender i rover kratkog dometa | delimičan uspeh | prvo meko sletanje na Mars; kontakt izgubljen 110 sekundi nakon mekog sletanja, prva slika sa površine |       | 1971-049F |
| Mars 4             | Mars 4             | SSSR         | 10 Februar 1974                    | orbiter                       | neuspešna       | Ubacivanje u orbitu nije uspelo, preleteo je                                                           |       | 1973-047A |
| Mars 5             | Mars 5             | SSSR         | 12 Februar 1974 – 28 Februar 1974  | orbiter                       | uspešna         | |       | 1973-049A |
| Mars 6             | Mars 6             | SSSR         | 12 Mart 1974                       | leteći mimo                   | uspešna         | |       | 1973-052A |
|                    | Mars 6 Lander      | SSSR         | 12 Mart 1974                       | lander                        | neuspešna       | kontakt izgubljen 148 sekundi nakon pokretanja padobrana (vraćeno 224 sekunde atmosferskih podataka)   |       | 1973-052A |
| Mars 7             | Mars 7             | SSSR         | 9 Mart 1974                        | leteći mimo                   | uspešna         | |       | 1973-053A |
|                    | Mars 7 Lander      | SSSR         | 9 Mart 1974                        | lander                        | neuspešna       | promašio Mars                                                                                          |       | 1973-053A |
| Viking 1 Orbiter   | Viking 1 Orbiter   | NASA         | 19 Jun 1976 – 17 Avgust 1980       | orbiter                       | uspešna         | |       | 1975-075A |
|                    | Viking 1 Lander    | NASA         | 20 Jul 1976 – 13 Novembar 1982     | lander                        | uspešna         | |       | 1975-075C |
| Viking 2 Orbiter   | Viking 2 Orbiter   | NASA         | 7 Avgust 1976 – 25 Jul 1978        | orbiter                       | uspešna         | |       | 1975-083A |
|                    | Viking 2 Lander    | NASA         | 3 September 1976 – 11 April 1980   | lander                        | uspešna         | |       | 1975-083C |

### 1988–1999
| Svemirska letelica   | Svemirska letelica      | Organizacija | Datum                               | Tip        | Status          | Napomene | Slika   | Reference |
| -------------------- | ----------------------- | ------------ | ----------------------------------- | ---------- | --------------- | --- | ------- | --------- |
| Phobos 1             | Phobos 1                | SSSR         | 7 Jul 1988 (lansirana)              | orbiter    | neuspešna       | kontakt izgubljen na putu do Marsa                                                                                          |         | 1988-058A |
| Phobos 2             | Phobos 2                | SSSR         | 29 Januar 1989 – 27 Mart 1989       | orbiter    | delimičan uspeh | Orbita Marsa je postignuta, ali je kontakt izgubljen neposredno pre faze približavanja Fobosu i razmeštanja sletanja Fobosa |         | 1988-059A |
| Mars Observer        | Mars Observer           | NASA         | 25 Septembar 1992 (lansirana)       | orbiter    | neuspešna       | kontakt izgubljen neposredno pre ubacivanja u orbitu Marsa                                                                  |         | 1992-063A |
| Mars 96              | Mars 96                 | RKA          | 16 Novembar 1996 (lansirana)        | orbiter    | neuspešna       | nije uspeo da pobegne iz Zemljine orbite                                                                                    |         | 1996-064A |
| Mars 96              | Mars 96                 | RKA          | 16 Novembar 1996 (lansirana)        | lander     | neuspešna       | nije uspeo da pobegne iz Zemljine orbite                                                                                    |         | MARS96B   |
| Mars 96              | Mars 96                 | RKA          | 16 Novembar 1996 (lansirana)        | lander     | neuspešna       | nije uspeo da pobegne iz Zemljine orbite                                                                                    | MARS96C |           |
| Mars 96              | Mars 96                 | RKA          | 16 Novembar 1996 (lansirana)        | penetrator | neuspešna       | nije uspeo da pobegne iz Zemljine orbite                                                                                    |         | MARS96D   |
| Mars 96              | Mars 96                 | RKA          | 16 Novembar 1996 (lansirana)        | penetrator | neuspešna       | nije uspeo da pobegne iz Zemljine orbite                                                                                    | MARS96E |           |
| Mars Pathfinder      | Mars Pathfinder         | NASA         | 4 Jul 1997 – 27 Septembar 1997      | lander     | uspešna         | |         | 1996-068A |
|                      | Sojourner               | NASA         | 6 Jul 1997 – 27 Septembar 1997      | rover      | uspešna         | prvi Mars rover |         | MESURPR   |
| Mars Global Surveyor | Mars Global Surveyor    | NASA         | 12 September 1997 – 2 Novembar 2006 | orbiter    | uspešna         | |         | 1996-062A |
| Mars Climate Orbiter | Mars Climate Orbiter    | NASA         | 23 Septembar 1999                   | orbiter    | neuspešna       | Ubacivanje u orbitu Marsa nije uspelo zbog greške u navigaciji. Deo Mars Surveyor '98.                                      |         | 1998-073A |
| Mars Polar Lander    | Mars Polar Lander       | NASA         | 3 Decembar 1999                     | lander     | neuspešna       | Kontakt je izgubljen neposredno pre ulaska u atmosferu Marsa. Deo Mars Surveyor '98.                                        |         | 1999-001A |
|                      | Deep Space 2 "Amundsen" | NASA         | 3 Decembar 1999                     | penetrator | neuspešna       | Kontakt je izgubljen neposredno pre ulaska u atmosferu Marsa. Deo Mars Surveyor '98.                                        |         | DEEPSP2   |
|                      | Deep Space 2 "Scott"    | NASA         | 3 Decembar 1999                     | penetrator | neuspešna       | Kontakt je izgubljen neposredno pre ulaska u atmosferu Marsa. Deo Mars Surveyor '98.                                        |         | DEEPSP2   |

### 2001–2009
| Svemirska letelica                     | Svemirska letelica                     | Organizacija | Datum                          | Tip         | Status    | Napomene | Slika | Reference |
| -------------------------------------- | -------------------------------------- | ------------ | ------------------------------ | ----------- | --------- | --- | ----- | --------- |
| 2001 Mars Odyssey                      | 2001 Mars Odyssey                      | NASA         | 24 Oktobar 2001 –              | orbiter     | uspešna   | proučavanje klime i geologije; komunikacioni relej za Rovere Spirit i Opportuniti najduže preživele svemirske letelice u orbiti oko planete koja nije Zemlja        |       | 2001-014A |
| Nozomi                                 | Nozomi                                 | ISAS         | 14 Decembar 2003               | orbiter     | neuspešna | nije uspeo da postigne orbitu Marsa, preleteo je |       | 1998-041A |
| Mars Express                           | Mars Express                           | ESA          | 25 Decembar 2003 –             | orbiter     | uspešna   | snimanje površine i mapiranje; prva evropska sonda u orbiti Marsa                                                                                                   |       | 2003-022A |
|                                        | Beagle 2                               | UK           | 25 Decembar 2003               | lander      | neuspešna | Postavljena je sonda Mars Express; izgubljena je 11 godina i snimljena od strane NASA MRO 2015                                                                      |       | 2003-022C |
| Mars Exploration Rover-A "Spirit"      | Mars Exploration Rover-A "Spirit"      | NASA         | 4 Januar 2004 – 22 Mart 2010   | rover       | uspešna   | zaglavio u maju 2009; tada je radila kao statična naučna stanica do gubitka kontakta u martu 2010                                                                   |       | 2003-027A |
| Mars Exploration Rover-B "Opportunity" | Mars Exploration Rover-B "Opportunity" | NASA         | 25 Januar 2004 – 10 Jun 2018   | rover       | uspešna   | izgubio kontakt 10. juna 2018. zbog globalne olujne prašine 2018. NASA je završila misiju 13. februara 2019. nakon neuspelih pokušaja komunikacije od avgusta 2018. |       | 2003-032A |
| Mars Reconnaissance Orbiter            | Mars Reconnaissance Orbiter            | NASA         | 10 Mart 2006 –                 | orbiter     | uspešna   | površinsko merenje i snimanje |       | 2005-029A |
| Rosetta                                | Rosetta                                | ESA          | 25 Februar 2007                | leteći mimo | uspešna   | pomoć gravitacije na putu do susreta asteroida i kometa |       | 2004-006A |
| Phoenix                                | Phoenix                                | NASA         | 25 Maj 2008 – 10 Novembar 2008 | lander      | uspešna   | prikupljanje uzoraka tla u blizini severnog pola za traženje vode i istraživanje geološke istorije i biološkog potencijala Marsa                                    |       | 2007-034A |
| Dawn                                   | Dawn                                   | NASA         | 17 Februar 2009                | leteći mimo | uspešna   | pomoć gravitacije na putu do Veste i Cerere |       | 2007-043A |

### 2011–2018
| Svemirska letelica                       | Svemirska letelica                       | Organizacija | Datum                                 | Tip                            | Status                 | Napomene | Slika     | Reference |
| ---------------------------------------- | ---------------------------------------- | ------------ | ------------------------------------- | ------------------------------ | ---------------------- | --- | --------- | --------- |
| Fobos-Grunt                              | Fobos-Grunt                              | RKA          | 8 Novembar 2011 (lansirana)           | orbiter i Fobos vraćaju uzorak | neuspešna              | nije uspeo da pobegne iz Zemljine orbite                                                                                     |           | 2011-065A |
|                                          | Yinghuo-1                                | CNSA         | 8 Novembar 2011 (lansirana)           | orbiter                        | neuspešna              | nije uspeo da pobegne iz Zemljine orbite                                                                                     |           | YINGHUO-1 |
| Mars Science Laboratory Curiosity        | Mars Science Laboratory Curiosity        | NASA         | 6 Avgust 2012 –                       | rover                          | uspešna                | istraživanje prošlosti i sadašnjosti nastanjivosti, klime i geologije                                                        |           | 2011-070A |
| Mangalyaan / Mars Orbiter Mission        | Mangalyaan / Mars Orbiter Mission        | ISRO         | 24 Septembar 2014 – 27 Septembar 2022 | orbiter                        | uspešna                | prva indijska svemirska letelica koja je orbitirala oko druge planete, proučavajući atmosferu Marsa; mineraloško kartiranje. |           | 2013-060A |
| MAVEN                                    | MAVEN                                    | NASA         | 25 Septembar 2014 –                   | orbiter                        | uspešna                | proučavanje Marsove atmosfere                                                                                                |           | 2013-063A |
| ExoMars Trace Gas Orbiter (ExoMars 2016) | ExoMars Trace Gas Orbiter (ExoMars 2016) | ESA/ RKA     | 19 Oktobar 2016 –                     | orbiter                        | uspešna                | analiza atmosferskog gasa; komunikacioni relej za površinske sonde                                                           |           | 2016-017A |
|                                          | Schiaparelli EDM lander                  | ESA          | 19 Oktobar 2016                       | lander                         | srušio se pri sletanju | test sletanja, meteorološko posmatranje                                                                                      |           | 2016-017A |
| InSight                                  | InSight                                  | NASA         | 26 Novembar 2018 – 15 Decembar 2022   | lander                         | uspešna                | proučavao duboku unutrašnjost Marsa, seizmometrom i sondom za protok toplote.                                                |           | 2018-042A |
|                                          | MarCO A "WALL-E"                         | NASA         | 26 Novembar 2018                      | leteći mimo                    | uspešna                | prenošenje podataka iz InSight-a tokom njegovog ulaska, spuštanja i sletanja                                                 |           | 2018-042B |
|                                          | MarCO B "EVE"                            | NASA         | 26 Novembar 2018                      | leteći mimo                    | uspešna                | prenošenje podataka iz InSight-a tokom njegovog ulaska, spuštanja i sletanja                                                 | 2018-042C |           |

### 2020–do danas
| Svemirska letelica     | Svemirska letelica             | Organizacija | Datum                                         | Tip                       | Status     | Napomene | Slika | Reference |
| ---------------------- | ------------------------------ | ------------ | --------------------------------------------- | ------------------------- | ---------- | --- | ----- | --------- |
| Emirates Mars Mission  | Emirates Mars Mission          | MBRSC        | 9 Februar 2021 –                              | orbiter                   | u orbiti   | sprovesti studije atmosfere Marsa |       | 2020-047A |
| Tianwen-1 orbiter      | Tianwen-1 orbiter              | CNSA         | 10 Februar 2021 -                             | orbiter                   | u orbiti   | orbitalne studije morfologije površine Marsa, tla i atmosfere                                                                        |       | 2020-049A |
|                        | Tianwen-1 Postavljena kamera 1 | CNSA         | ~10 Februar 2021                              | prelet (posle misije)     | uspešna    | snimio Tianwen-1 u dubokom svemiru                                                                                                   |       | 2020-049A |
|                        | Tianwen-1 Postavljena kamera 2 | CNSA         | 10 Februar 2021 (objavljeno 31 Decembar 2021) | orbiter                   | uspešna    | snimio orbiter Tianwen-1 ledene kape severnog Marsa sa orbite Marsa.                                                                 |       | 2020-049A |
|                        | Tianwen-1 lander               | CNSA         | 14 Maj 2021                                   | lander                    | landed     | Dostiže kraj projektovanog životnog veka nakon uspešnog mekog sletanja.                                                              |       | 2020-049A |
|                        | Zhurong                        | CNSA         | 22 Maj 2021 -                                 | rover                     | raspoređen | in-situ studije morfologije površine Marsa, tla i atmosfere                                                                          |       | 2020-049A |
|                        | Tianwen-1 Daljinska kamera     | CNSA         | 1 Jun 2021                                    | lander                    | uspešna    | snimio Tianwen-1 lender i Zhurong rover na Marsu                                                                                     |       | 2020-049A |
| Mars 2020 Perseverance | Mars 2020 Perseverance         | NASA         | 18 Februar 2021 -                             | rover                     | landed     | istražuju prošlu i sadašnju nastanjivost, klimu i geologiju; proizvodi O2 iz CO2; prikupiti uzorke za misiju povratka uzorka na Mars |       | 2020-052A |
|                        | Mars Helicopter Ingenuity      | NASA         | 3 April 2021 -                                | autonomous UAV helicopter | raspoređen | eksperimentalni izviđač za rover Perseverance. Uspešno prošao 1. let od poletanja do sletanja.                                       |       | 2020-052A |

### Predloženo
| Svemirska letelica                          | Svemirska letelica                          | Organizacija | Datum                                                                                | Tip                                                           | Status           | Napomene | Slika | Reference                   |
| ------------------------------------------- | ------------------------------------------- | ------------ | ------------------------------------------------------------------------------------ | ------------------------------------------------------------- | ---------------- | --- | ----- | --------------------------- |
| Psyche                                      | Psyche                                      | NASA         | NET 2023 (lansirana)                                                                 | leteći mimo                                                   | planirano        | pomoć gravitacije na putu do Psyche |       | [ 52 ]                      |
| Martian Moons Exploration (MMX)             | Martian Moons Exploration (MMX)             | JAXA         | 2024 (lansirana) Sredina-2025 (dolazak)                                              | orbiter                                                       | planirano        | praćenje klime na Marsu |       | [ 53 ]                      |
| Tianwen-2 (ZhengHe)                         | Tianwen-2 (ZhengHe)                         | CNSA         | 2024 (lansirana) 2027 (leteći mimo)                                                  | leteći mimo                                                   | planirano        | pomoć gravitacije na putu do 311P/PANSTARRS                                                                                                  |       | [ 54 ] [ 55 ]               |
| ExoMars Kazachok (ExoMars)                  | ExoMars Kazachok (ExoMars)                  | RKA / ESA    | NET 2024                                                                             | lander                                                        | suspendovan      | Ova misija je trenutno suspendovana zbog sankcija Rusiji tokom ruske invazije na Ukrajinu 2022..                                             |       | [ 57 ] [ 58 ] [ 59 ] [ 56 ] |
|                                             | Rosalind Franklin                           | ESA / RKA    | NET 2024                                                                             | rover                                                         | suspendovan      | Ova misija je trenutno suspendovana zbog sankcija Rusiji tokom ruske invazije na Ukrajinu 2022..                                             |       | [ 57 ] [ 58 ] [ 59 ] [ 56 ] |
| Mars Orbiter Mission 2                      | Mars Orbiter Mission 2                      | ISRO         | NET 2024                                                                             | orbiter                                                       | planirano        | Orbitalne studije Marsa uključuju Marsovu jonosferu                                                                                          |       | [ 60 ] [ 61 ]               |
| Mars 2026                                   | Mars 2026                                   | NASA         | Jul 2026 (lansirana)                                                                 | rover                                                         | pod proučavanjem | |       |                             |
| Tianwen 3 (CNSA Mars Sample Return Mission) | Tianwen 3 (CNSA Mars Sample Return Mission) | CNSA         | 2028 (orbiter/povratni modul) 2028 (modul za sletanje/uspon) 2031 (uzorci na zemlju) | orbiter/povratni modul, lender/ascend modul                   | planirano        | Dve svemirske letelice: jedna se sastoji od orbitera i povratnog modula, druga od lendera, modula za uspon i mobilnog robota za uzorkovanje. |       | [ 63 ] [ 64 ] [ 62 ]        |
| NASA-ESA Mars Sample Return Mission         | NASA-ESA Mars Sample Return Mission         | NASA / ESA   | 2027 (orbiter) 2028 (lander) 2033 (uzorci na zemlju)                                 | orbiter, lander, vozilo za uspon, 2 autonomna UAV helikoptera | planirano        | lender nosi vozilo za uspon; i 2 helikoptera klase Ingenuity, koji donose uzorke sa Perseverance roverom                                     |       | [ 65 ] [ 66 ] [ 67 ]        |
| Next Mars Orbiter (NeMO)                    | Next Mars Orbiter (NeMO)                    | NASA         | Krajem 2020-tih                                                                      | orbiter                                                       | pod proučavanjem | Laserski komunikacioni relej, mapiranje visoke rezolucije                                                                                    |       | [ 69 ]                      |

### Fobossonde
| Svemirska letelica | Svemirska letelica | Organizacija | Datum                           | Tip             | Status    | Napomene                                                                       | Slika | Reference     |
| ------------------ | ------------------ | ------------ | ------------------------------- | --------------- | --------- | ------------------------------------------------------------------------------ | ----- | ------------- |
| Phobos 1           | Phobos 1           | SSSR         | 7 Jul 1988 (lansirana)          | leteći mimo     | neuspešna | kontakt izgubljen na putu do Marsa                                             |       | 1988-058A     |
|                    | DAS                | SSSR         | 2 Septembar 1988                | fiksni lender   | neuspešna | nikad raspoređen                                                               |       |               |
| Phobos 2           | Phobos 2           | SSSR         | 27 Mart 1989 (contact lost)     | leteći mimo     | neuspešna | dostigla orbitu Marsa; kontakt izgubljen pre raspoređivanja lendera            |       | 1988-059A     |
|                    | DAS                | SSSR         | 27 Mart 1989                    | fiksni lender   | neuspešna | nikad raspoređen                                                               |       |               |
|                    | "Frog"             | SSSR         | 27 Mart 1989                    | mobilni lender  | neuspešna | nikad raspoređen                                                               |       |               |
| Fobos-Grunt        | Fobos-Grunt        | RKA          | 8 Novembar 2011 (lansirana)     | vraćanje uzorka | neuspešna | nije uspeo da pobegne iz Zemljine orbite; lansiran sa orbiterom Yinghuo-1 Mars |       | 2011-065A     |
| MMX                | MMX                | JAXA         | 2024 (lansirana) 2025 (dolazak) | vraćanje uzorka | planirano | orbitalno ubacivanje 2025                                                      |       | [ 70 ] [ 71 ] |
|                    | MMX rover          | CNES/ DLR    | 2025                            | rover           | planirano |                                                                                |       | [ 70 ] [ 71 ] |

## Ceressonde
| Svemirska letelica | Svemirska letelica | Organizacija | Datum                         | Tip     | Status  | Napomene                                                                                       | Slika | Reference |
| ------------------ | ------------------ | ------------ | ----------------------------- | ------- | ------- | ---------------------------------------------------------------------------------------------- | ----- | --------- |
| Dawn               | Dawn               | NASA         | 6 Mart 2015 – 1 Novembar 2018 | orbiter | uspešna | prva svemirska letelica koja je orbitirala dva različita nebeska tela; prethodno posetio Vestu |       | 2007-043A |

## Asteroidnesonde
| Target                  | Svemirska letelica              | Svemirska letelica              | Organizacija               | Datum                               | Tip                    | Status                                 | Napomene | Slika | Reference            |
| ----------------------- | ------------------------------- | ------------------------------- | -------------------------- | ----------------------------------- | ---------------------- | -------------------------------------- | --- | ----- | -------------------- |
| 951 Gaspra              | Galileo                         | Galileo                         | NASA                       | 29 Oktobar 1991                     | leteći mimo            | uspešna                                | na putu do Jupitera; minimalna udaljenost 1.900 km (1.200 mi)                                                                                      |       | 1989-084B            |
| 243 Ida                 | Galileo                         | Galileo                         | NASA                       | 28 Avgust 1993                      | leteći mimo            | uspešna                                | na putu do Jupitera; minimalna udaljenost 2.400 km (1.500 mi); otkriće prvog asteroidnog satelita Dactyl                                           |       | 1989-084B            |
| 1620 Geographos         | Clementine                      | Clementine                      | BMDO/ NASA                 | 1994                                | leteći mimo            | neuspešna                              | letenje je otkazano zbog kvara opreme |       | 1994-004A            |
| 253 Mathilde            | NEAR Shoemaker                  | NEAR Shoemaker                  | NASA                       | 27 Jun 1997                         | leteći mimo            | uspešna                                | leteo u krugu od 1.200 km (750 mi) od 253 Mathilde na putu do 433 Eros                                                                             |       | 1996-008A            |
| 433 Eros                | NEAR Shoemaker                  | NEAR Shoemaker                  | NASA                       | Januar 1999                         | orbiter                | neuspešna                              | preleteo je zbog problema sa softverom i komunikacijama (kasniji pokušaj ubacivanja u orbitu je uspeo; vidi dole)                                  |       | 1996-008A            |
| 9969 Braille            | Deep Space 1                    | Deep Space 1                    | NASA                       | 29 Jul 1999                         | leteći mimo            | delimičan uspeh                        | nema slika iz krupnog plana zbog greške u usmeravanju kamere; posetio je kometu 19P/Borrelly                                                       |       | 1998-061A            |
| 2685 Masursky           | Cassini                         | Cassini                         | NASA/ ESA/ ASI             | 23 Januar 2000                      | daleki prelet          | uspešna                                | na putu ka Saturnu |       | 1997-061A            |
| 433 Eros                | NEAR Shoemaker                  | NEAR Shoemaker                  | NASA                       | February 2000 – Februar 2001        | orbiter, postao lender | uspešna                                | improvizovano sletanje orbiterom na kraju misije                                                                                                   |       | 1996-008A            |
| 5535 Annefrank          | Stardust                        | Stardust                        | NASA                       | 2 Novembar 2002                     | daleki prelet          | uspešna                                | posetio je kometu 81P/Wild |       | 1999-003A            |
| 25143 Itokawa           | Hayabusa                        | Hayabusa                        | ISAS                       | 2005–07                             | vraćanje uzorka        | uspešna                                | 2005: sleteo i sakupio zrna prašine. 2010: uzorak vraćen.                                                                                          |       | 2003-019A            |
| 25143 Itokawa           |                                 | MINERVA                         | ISAS                       | 12 November 2005                    | hopper                 | neuspešna                              | promašen cilj |       | 2003-019A            |
| 132524 APL              | New Horizons                    | New Horizons                    | NASA                       | Jun 2006                            | daleki prelet          | uspešna                                | uspešno proleteo pored Plutona |       | 2006-001A            |
| 2867 Šteins             | Rosetta                         | Rosetta                         | ESA                        | 5 Septembar 2008                    | leteći mimo            | uspešna                                | na putu do komete 67P/Churyumov–Gerasimenko |       | 2004-006A            |
| 21 Lutetia              | Rosetta                         | Rosetta                         | ESA                        | 11 Jul 2010                         | leteći mimo            | uspešna                                | na putu do komete 67P/Churyumov–Gerasimenko |       | 2004-006A            |
| 4 Vesta                 | Dawn                            | Dawn                            | NASA                       | 16 Jul 2011 – 5 Septembar 2012      | orbiter                | uspešna                                | prva svemirska letelica koja je orbitirala dva različita nebeska tela; sada kruži oko Cerere                                                       |       | 2007-043A            |
| 4179 Toutatis           | Chang'e 2                       | Chang'e 2                       | CNSA                       | 13 Decembar 2012                    | leteći mimo            | uspešna                                | došao na 3,2 km (2,0 mi) do Toutatisa |       | 2010-050A            |
| 2000 DP107              | PROCYON                         | PROCYON                         | University of Tokyo / JAXA | 12 Maj 2016                         | leteći mimo            | neuspešna                              | lansiran sa Hayabusa2 u 2014 godini; misija napuštena nakon kvara jonskog potisnika                                                                |       | 2014-076D            |
| 162173 Ryugu            | Hayabusa2                       | Hayabusa2                       | JAXA                       | 27 Jun 2018 – 13 Novembar 2019      | vraćanje uzorka        | uspešna                                | sastanak sa asteroidom u junu 2018, hvatanje uzorka 2019; vratio uzorak na Zemlju 5. decembra 2020                                                 |       | 2014-076A            |
| 162173 Ryugu            |                                 | Minerva II-1A                   | JAXA                       | 21 Septembar 2018                   | hopper                 | uspešna                                | |       | 2014-076A            |
| 162173 Ryugu            |                                 | Minerva II-1B                   | JAXA                       | 21 Septembar 2018                   | hopper                 | uspešna                                | |       | 2014-076A            |
| 162173 Ryugu            |                                 | MASCOT                          | DLR/ CNES                  | 3 Oktobar 2018                      | mobilni lender         | uspešna                                | |       | 2014-076A            |
| 162173 Ryugu            |                                 | SCI                             | JAXA                       | 5 April 2019                        | impaktor               | uspešna                                | |       | 2014-076A            |
| 162173 Ryugu            |                                 | DCAM-3                          | JAXA                       | 5 April 2019                        | orbiter                | uspešna                                | posmatrajući uticaj SCI-a i izbacivanje stvoreno udarom                                                                                            |       | 2014-076A            |
| 162173 Ryugu            |                                 | Minerva II-2                    | JAXA                       | 2 Oktobar 2019                      | hopper                 | neuspešna                              | Rover nije uspeo pre postavljanja, bio je raspoređen u orbiti oko asteroida da izvrši gravitaciona merenja pre nego što je udario 8. oktobra 2019. |       | 2014-076A            |
| 101955 Bennu            | OSIRIS-REx                      | OSIRIS-REx                      | NASA                       | Avgust 2018                         | vraćanje uzorka        | orbiter/povratak uzorka/prelet         | ubacivanje u orbitu 2018, hvatanje uzorka 2020, prelet 2021, povratak na Zemlju 2023                                                               |       | 2016-055A            |
| 2002 GT                 | Deep Impact                     | Deep Impact                     | NASA                       | Januar 2020                         | leteći mimo            | neuspešna                              | kontakt izgubljen; prethodno posećena kometa 103P/Hartley                                                                                          |       | 2005-001A            |
| 65803 Didymos           | DART                            | DART                            | NASA                       | 26 Septembar 2022                   | prelet/impaktor        | uspešna                                | kinetički udarnik Dimorfosa za testiranje planetarne odbrane                                                                                       |       | 2021-110A            |
| 65803 Didymos           |                                 | LICIACube                       | ASI                        | 26 Septembar 2022                   | leteći mimo            | uspešna                                | posmatrajte uticaj DART-a |       | 2021-110A            |
| 2020 GE (tentative)     | Near-Earth Asteroid Scout       | Near-Earth Asteroid Scout       | NASA                       | 16 Novembar 2022 (lansirana)        | leteći mimo            | neuspešna                              | Demonstracija tehnologije letenja oko asteroida male svemirske letelice. Neuspeh u komunikaciji                                                    |       | NEA-SCOUT            |
| 52246 Donaldjohanson    | Lucy                            | Lucy                            | NASA                       | April 2025                          | leteći mimo            | na putu                                | prelet asteroida glavnog pojasa na putu do Jupiterovih trojanaca                                                                                   |       | 2021-093A            |
| 16 Psyche               | Psyche                          | Psyche                          | NASA                       | NET 2023 (lansirana) 2029 (dolazi)  | orbiter                | planirano                              | Odabrano za misiju #14 NASA-inog programa Discoveri za istraživanje metalnog asteroida.                                                            |       | [ 52 ]               |
| 469219 Kamoʻoalewa      | Tianwen-2 (ZhengHe)             | Tianwen-2 (ZhengHe)             | CNSA                       | 2024 (lansirana) 2025 (orbit)       | vraćanje uzorka        | planirano                              | orbita, a zatim vraćanje uzoraka Apollo NEA |       | [ 54 ] [ 49 ] [ 55 ] |
| 2001 CC21               | Hayabusa2                       | Hayabusa2                       | JAXA                       | 2026                                | leteći mimo            | plan putovanja                         | |       | 2014-076A            |
| 1996 FG3                | Janus Serenity                  | Janus Serenity                  | NASA                       | 2026                                | leteći mimo            | planirano                              | SIMPLEKS misija za proučavanje dva različita binarna asteroidna sistema zajedno sa jednom od dvostrukih sondi po sistemu.                          |       |                      |
| 1991 VH                 | Janus Mayhem                    | Janus Mayhem                    | NASA                       | 2026                                | leteći mimo            | planirano                              | SIMPLEKS misija za proučavanje dva različita binarna asteroidna sistema zajedno sa jednom od dvostrukih sondi po sistemu.                          |       |                      |
| 3548 Eurybates          | Lucy                            | Lucy                            | NASA                       | Avgust 2027                         | leteći mimo            | na putu                                | Prvi prelet Jupiterovog trojanca |       | 2021-093A            |
| 15094 Polymele          | Lucy                            | Lucy                            | NASA                       | Septembar 2027                      | leteći mimo            | na putu                                | |       | 2021-093A            |
| 65803 Didymos           | Hera                            | Hera                            | ESA                        | 2027                                | orbiter                | planirano                              | proučavajući efekte DART - ovog uticaja na asteroid                                                                                                |       | [ 78 ] [ 79 ]        |
| 65803 Didymos           |                                 | APEX                            | ESA                        | 2027                                | orbiter                | planirano                              | da bude raspoređen iz Here |       | [ 78 ] [ 79 ]        |
| 65803 Didymos           |                                 | Juventas                        | ESA                        | 2027                                | orbiter                | planirano                              | da bude raspoređen iz Here |       | [ 78 ] [ 79 ]        |
| (65803) Dimorphos       | APEX                            | APEX                            | ESA                        |                                     | lander                 | planirano                              | |       | [ 79 ]               |
| (65803) Dimorphos       | Juventas                        | Juventas                        | ESA                        |                                     | lander                 | planirano                              | |       | [ 79 ]               |
| 11351 Leucus            | Lucy                            | Lucy                            | NASA                       | April 2028                          | leteći mimo            | na putu                                | |       | 2021-093A            |
| 21900 Orus              | Lucy                            | Lucy                            | NASA                       | Novembar 2028                       | leteći mimo            | na putu                                | |       | 2021-093A            |
| 3200 Phaethon           | DESTINY+                        | DESTINY+                        | JAXA                       | 2024 (lansirana) 2028 (leteći mimo) | leteći mimo            | planirano                              | Prvi prelet kamene komete |       | [ 80 ]               |
| 99942 Apophis           | OSIRIS-APEX (ranije OSIRIS-REx) | OSIRIS-APEX (ranije OSIRIS-REx) | NASA                       | 2029                                | orbiter                | planirano nakon povratka uzorka Bennua | proučavanje asteroida tipa C 2029 |       | 2016-055A            |
| 1998 KY26               | Hayabusa2                       | Hayabusa2                       | JAXA                       | 2030                                | leteći mimo            | plan putovanja                         | prelet brzog rotatora asteroida |       | 2014-076A            |
| P/2013 P5               | Tianwen-2 (ZhengHe)             | Tianwen-2 (ZhengHe)             | CNSA                       | 2024 (lansirana) 2034 (orbit)       | orbiter, lander        | planirano                              | proučavanje komete asteroida/glavnog pojasa |       | [ 54 ] [ 49 ] [ 55 ] |
| Patroclus and Menoetius | Lucy                            | Lucy                            | NASA                       | Mart 2033                           | leteći mimo            | na putu                                | Prvi prelet trojanskog logora Jupiter Trojan |       | 2021-093A            |

## Jupitersonde
| Svemirska letelica     | Svemirska letelica     | Organizacija          | Datum                                                                      | Tip               | Status           | Napomene | Slika | Reference            |
| ---------------------- | ---------------------- | --------------------- | -------------------------------------------------------------------------- | ----------------- | ---------------- | --- | ----- | -------------------- |
| Pioneer 10             | Pioneer 10             | NASA                  | 3 Decembar 1973                                                            | leteći mimo       | uspešna          | prva sonda koja je prešla asteroidni pojas; prva Jupiterova sonda; prvi objekat koji je napravio čovek na međuzvezdanoj putanji; sada u spoljnim regionima Sunčevog sistema, ali više nije u kontaktu.        |       | 1972-012A            |
| Pioneer 11             | Pioneer 11             | NASA                  | 4 Decembar 1974                                                            | leteći mimo       | uspešna          | otišao u posetu Saturnu |       | 1973-019A            |
| Voyager 1              | Voyager 1              | NASA                  | 5 Mart 1979                                                                | leteći mimo       | uspešna          | otišao u posetu Saturnu |       | 1977-084A            |
| Voyager 2              | Voyager 2              | NASA                  | 9 Jul 1979                                                                 | leteći mimo       | uspešna          | otišao u posetu Saturnu, Uranu Neptunu |       | 1977-076A            |
| Ulysses (prvi prolaz)  | Ulysses (prvi prolaz)  | ESA/ NASA             | Februar 1992                                                               | leteći mimo       | uspešna          | pomoć gravitacije na putu do nagnute heliocentrične orbite za solarna polarna posmatranja |       | 1990-090B            |
| Galileo Orbiter        | Galileo Orbiter        | NASA/ Zapadna Nemačka | 7 Decembar 1995 – 21 Septembar 2003                                        | orbiter           | uspešna          | takođe je leteo pored raznih Jupiterovih meseca; namerno uleteo u Jupiter na kraju misije; prva svemirska letelica koja je orbitirala oko Jupitera; prva svemirska letelica koja je proletela pored asteroida |       | 1989-084B            |
|                        | Galileo Probe          | NASA                  | 7 Decembar 1995                                                            | atmosferska sonda | uspešna          | prva sonda koja je ušla u Jupiterovu atmosferu |       | 1989-084E            |
| Cassini                | Cassini                | NASA/ ESA/ ASI        | Decembar 2000                                                              | leteći mimo       | uspešna          | pomoć gravitacije na putu do Saturna |       | 1997-061A            |
| Ulysses (drugi prolaz) | Ulysses (drugi prolaz) | ESA/ NASA             | 2003–04                                                                    | daleki prelet     | uspešna          | |       | 1990-090B            |
| New Horizons           | New Horizons           | NASA                  | 28 Februar 2007                                                            | leteći mimo       | uspešna          | pomoć gravitacije na putu do Plutona |       | 2006-001A            |
| Juno                   | Juno                   | NASA                  | 5. jul 2016. – jul 2018., produženo do jula 2021., a zatim septembra 2025. | orbiter           | uspešna          | Prvi orbiter Jupitera na solarni pogon, prva misija za postizanje polarne orbite Jupitera. |       | 2011-040A            |
| JUICE                  | JUICE                  | ESA                   | 2023 (lansirana)                                                           | orbiter           | planirano        | misija da proučava tri Jupiterova ledena meseca Callisto, Europa i Ganymede, na kraju kružeći oko Ganimeda kao prva svemirska letelica koja je orbitirala oko satelita druge planete                          |       | [ 85 ]               |
| Europa Clipper         | Europa Clipper         | NASA                  | 2024                                                                       | orbiter           | planirano        | planirao da kruži oko Jupitera i proleti pored Evrope više puta |       | [ 86 ]               |
| IHP-1                  | IHP-1                  | CNSA                  | 2024 (lansirana), 2029 (Jupiter najbliži pristup)                          | leteći mimo       | pod proučavanjem | Predložena sonda međuzvezdane heliosfere sa pomoćnom gravitacijom Jovijana |       | [ 87 ]               |
| IHP-2                  | IHP-2                  | CNSA                  | 2025 (lansirana), 2033 (Jupiter najbliži pristup)                          | leteći mimo       | pod proučavanjem | Predložena sonda međuzvezdane heliosfere sa asistencijom za gravitaciju Jovijana (i kasnije Neptune i KBO preleti)                                                                                            |       | [ 87 ]               |
| Tianwen-4              | Tianwen-4              | CNSA                  | 2029. ili početkom 2030-ih                                                 | orbiter           | pod proučavanjem | Predloženi orbiter Jupitera sa priključenom sondom za Uran |       | [ 88 ] [ 89 ] [ 90 ] |

## Saturnovesonde
| Svemirska letelica | Svemirska letelica | Organizacija   | Datum                          | Tip     | Status  | Napomene | Slika | Reference |
| ------------------ | ------------------ | -------------- | ------------------------------ | ------- | ------- | --- | ----- | --------- |
| Pioneer 11         | Pioneer 11         | NASA           | 1 Septembar 1979               | prelet  | uspešna | prethodno posetio Jupiter |       | 1973-019A |
| Voyager 1          | Voyager 1          | NASA           | 12 Novembar 1980               | prelet  | uspešna | prethodno posetio Jupiter |       | 1977-084A |
| Voyager 2          | Voyager 2          | NASA           | 5 Avgust 1981                  | prelet  | uspešna | prethodno posetio Jupiter, otišao u posetu Uranu i Neptunu                                                                              |       | 1977-076A |
| Cassini            | Cassini            | NASA/ ESA/ ASI | 1 Jul 2004 – 15 Septembar 2017 | orbiter | uspešna | takođe je izvršio prelet niza Saturnovih meseca i postavio Hajgens Titan lender; prva svemirska letelica koja je orbitirala oko Saturna |       | 1997-061A |

### Titansonde
| Svemirska letelica | Organizacija | Datum          | Tip                       | Status    | Napomene                                                                              | Slika | Reference            |
| ------------------ | ------------ | -------------- | ------------------------- | --------- | ------------------------------------------------------------------------------------- | ----- | -------------------- |
| Huygens            | ESA          | 14 Januar 2005 | atmosferska sonda, lender | uspešna   | rasporedio Kasini; prva sonda koja je sletela na satelit druge planete                |       | 1997-061C            |
| Dragonfly          | NASA         | 2027           | rotorcraft lender         | planirana | planirani lender i avioni, proučavaju prebiotičku hemiju i vanzemaljsku nastanjivost. |       | [ 92 ] [ 93 ] [ 94 ] |

## Uranovesonde
| Svemirska letelica       | Svemirska letelica       | Organizacija | Datum                      | Tip             | Status           | Napomene                                                                 | Slika | Reference            |
| ------------------------ | ------------------------ | ------------ | -------------------------- | --------------- | ---------------- | ------------------------------------------------------------------------ | ----- | -------------------- |
| Voyager 2                | Voyager 2                | NASA         | 24 Januar 1986             | prelet          | uspešna          | prethodno posetio Jupiter i Saturn; otišao u posetu Neptunu              |       | 1977-076A            |
| Tianwen-4                | Tianwen-4                | CNSA         | 2029. ili početkom 2030-ih | prelet          | pod proučavanjem | Predloženi orbiter Jupitera sa priključenom sondom za Uran               |       | [ 88 ] [ 89 ] [ 90 ] |
| Uranus Orbiter and Probe | Uranus Orbiter and Probe | NASA         | 2031                       | Orbiter i sonda | pod proučavanjem | Najprioritetnija misija vodeće klase u Dekadi Planetarne nauke 2023–2032 |       | [ 88 ] [ 89 ] [ 90 ] |

## Neptunovesonde
| Svemirska letelica | Svemirska letelica | Organizacija | Datum                                            | Tip    | Status           | Napomene                                                                            | Slika | Reference |
| ------------------ | ------------------ | ------------ | ------------------------------------------------ | ------ | ---------------- | ----------------------------------------------------------------------------------- | ----- | --------- |
| Voyager 2          | Voyager 2          | NASA         | 25 Avgust 1989                                   | prelet | uspešna          | prethodno posetio Jupiter, Saturn i Uran                                            |       | 1977-076A |
| IHP-2              | IHP-2              | CNSA         | 2024 (lansirana), 2038 (Neptun najbliži pristup) | prelet | pod proučavanjem | Predložena sonda za heliosferu sa Neptunovim preletom i mogućom atmosferskom sondom |       | [ 87 ]    |

## Plutonsonde
| Svemirska letelica | Svemirska letelica | Organizacija | Datum       | Tip    | Status  | Napomene                                                                                             | Slika | Reference |
| ------------------ | ------------------ | ------------ | ----------- | ------ | ------- | --- | ----- | --------- |
| New Horizons       | New Horizons       | NASA         | 14 Jul 2015 | prelet | uspešna | kasnije je proleteo pored objekta iz Kajperovog pojasa 486958 Arrokoth kada je bio 43,4 AJ od Sunca. |       | 2006-001A |

## Sonde zaKomete
| Target                                 | Svemirska letelica                | Svemirska letelica                | Organizacija | Datum                             | Tip                      | Status          | Napomena | Slika | Reference            |
| -------------------------------------- | --------------------------------- | --------------------------------- | ------------ | --------------------------------- | ------------------------ | --------------- | --- | ----- | -------------------- |
| 21P/Giacobini-Zinner                   | ICE (ranije ISEE3)                | ICE (ranije ISEE3)                | NASA         | 11 Septembar 1985                 | prelet                   | uspešna         | prethodno solarni monitor ISEE3; nastavio da posmatra Halejevu kometu                                                              |       | 1978-079A            |
| 1P/Halley                              | Vega 1                            | Vega 1                            | SAS          | 6 Mart 1986                       | prelet                   | uspešna         | minimalna udaljenost 8.890 km (5.520 mi); prethodno posetio Veneru                                                                 |       | 1984-125A            |
| 1P/Halley                              | Suisei                            | Suisei                            | ISAS         | 8 Mart 1986                       | prelet                   | uspešna         | 151,000 km (93,827 mi) |       | 1985-073A            |
| 1P/Halley                              | Vega 2                            | Vega 2                            | SAS          | 9 Mart 1986                       | prelet                   | uspešna         | minimalna udaljenost 8.890 km (5.520 mi); prethodno posetio Veneru                                                                 |       | 1984-128A            |
| 1P/Halley                              | Sakigake                          | Sakigake                          | ISAS         | Mart 1986                         | daleki prelet            | delimičan uspeh | minimalna udaljenost 6,99 miliona km                                                                                               |       | 1985-001A            |
| 1P/Halley                              | Giotto                            | Giotto                            | ESA          | 14 Mart 1986                      | prelet                   | uspešna         | minimalna udaljenost 596 km (370 mi); je posetio kometu 26P/Grigg–Skjellerup                                                       |       | 1985-056A            |
| 1P/Halley                              | ICE (ranije ISEE3)                | ICE (ranije ISEE3)                | NASA         | 28 Mart 1986                      | udaljena posmatranja     | uspešna         | minimalna udaljenost 32 miliona km; prethodno posećena kometa 21P/Giacobini–Zinner                                                 |       | 1978-079A            |
| 26P/Grigg–Skjellerup                   | Giotto                            | Giotto                            | ESA          | 10 Jul 1992                       | prelet                   | uspešna         | prethodno posetio Halejevu kometu                                                                                                  |       | 1985-056A            |
| 45P/ Honda–Mrkos–Pajdusakova           | Sakigake                          | Sakigake                          | ISAS         | 1996                              | prelet                   | neuspešno       | kontakt izgubljen; prethodno posetio Halejevu kometu                                                                               |       | 1985-001A            |
| 21P/Giacobini-Zinner                   | Sakigake                          | Sakigake                          | ISAS         | 1998                              | prelet                   | neuspešno       | kontakt izgubljen; prethodno posetio Halejevu kometu                                                                               |       | 1985-001A            |
| 55P/Tempel-Tuttle                      | Suisei                            | Suisei                            | ISAS         | 1998                              | prelet                   | neuspešno       | napušteno zbog nedostatka goriva; prethodno posetio Halejevu kometu                                                                |       | 1985-073A            |
| 21P/Giacobini-Zinner                   | Suisei                            | Suisei                            | ISAS         | 1998                              | prelet                   | neuspešno       | napušteno zbog nedostatka goriva; prethodno posetio Halejevu kometu                                                                |       | 1985-073A            |
| 19P/Borrelly                           | Deep Space 1                      | Deep Space 1                      | NASA         | 22 September 2001                 | prelet                   | uspešna         | prethodno posećeni asteroid 9969 Braille                                                                                           |       | 1998-061A            |
| 2P/Encke                               | CONTOUR                           | CONTOUR                           | NASA         | 2003                              | prelet                   | neuspešno       | kontakt izgubljen ubrzo nakon lansiranja                                                                                           |       | 2002-034A            |
| 81P/Wild                               | Stardust                          | Stardust                          | NASA         | 2 Januar 2004                     | prelet, vraćanje uzoraka | uspešna         | uzorak vraćen januara 2006; takođe je posetio asteroid 5535 Annefrank                                                              |       | 1999-003A            |
| 9P/Tempel                              | Deep Impact                       | Deep Impact                       | NASA         | Jul 2005                          | prelet                   | uspešna         | |       | 2005-001A            |
| 9P/Tempel                              |                                   | Impactor                          | NASA         | 4 Jul 2005                        | impaktor                 | uspešna         | |       | 2005-001A            |
| 73P/ Schwassmann-Wachmann              | CONTOUR                           | CONTOUR                           | NASA         | 2006                              | prelet                   | neuspešno       | kontakt izgubljen ubrzo nakon lansiranja                                                                                           |       | 2002-034A            |
| 6P/d'Arrest                            | CONTOUR                           | CONTOUR                           | NASA         | 2008                              | prelet                   | neuspešno       | kontakt izgubljen ubrzo nakon lansiranja                                                                                           |       | 2002-034A            |
| 103P/Hartley                           | Deep Impact (preimenovan u EPOXI) | Deep Impact (preimenovan u EPOXI) | NASA         | 4 Novembar 2010                   | prelet                   | uspešna         | produženje misije (cilja promenjena sa komete Boetin)                                                                              |       | 2005-001A            |
| 9P/Tempel                              | Stardust (preimenovan u NExT)     | Stardust (preimenovan u NExT)     | NASA         | 14 Februar 2011                   | prelet                   | uspešna         | produženje misije |       | 1999-003A            |
| 67P/Churyumov– Gerasimenko             | Rosetta                           | Rosetta                           | ESA          | 6 Avgust 2014 – 30 Septembar 2016 | orbiter                  | uspešna         | završeni preleti asteroida 2867 Šteins i 21 Lutetia namerno pogođen na kraju misije                                                |       | 2004-006A            |
| 67P/Churyumov– Gerasimenko             |                                   | Philae                            | ESA          | 12 Novembar 2014 – 9 Jul 2015     | lander                   | uspešna         | |       | 2004-006C            |
| TBD (potencijalno interstellar object) | Comet Interceptor                 | Comet Interceptor                 | ESA          | 2029 (lansiran)                   | prelet                   | planirano       | leteći pored netaknute komete, u početku će biti parkiran na tački Sunce-Zemlja L2 dok se ne identifikuje odgovarajuća destinacija |       | [ 95 ] [ 96 ]        |
| 311P/PANSTARRS                         | Tianwen-2 (ZhengHe)               | Tianwen-2 (ZhengHe)               | CNSA         | 2024 (lansiran) 2034 (orbit)      | orbiter, lander          | planirano       | proučavanje komete asteroida/glavnog pojasa                                                                                        |       | [ 54 ] [ 49 ] [ 55 ] |

## Sonde zaKuperov pojas
| Target             | Svemirska letelica | Svemirska letelica | Organizacija | Datum                                      | Tip    | Status           | Napomena | Slika | Reference |
| ------------------ | ------------------ | ------------------ | ------------ | ------------------------------------------ | ------ | ---------------- | --- | ----- | --------- |
| 486958 Arrokoth    | New Horizons       | New Horizons       | NASA         | 1 Januar 2019                              | prelet | uspešna          | produžena misija posle Plutona, trenutno šalje podatke iz preleta; može da proleti pored drugog objekta 2020-ih. |       | 2006-001A |
| Treba da se utvrdi | IHP-2              | IHP-2              | CNSA         | 2024 (lansirana,) posle 2038 (KBO preleta) | prelet | pod proučavanjem | Predložena sonda međuzvezdane Heliosphere sa potencijalom KBO metom                                              |       | [ 87 ]    |

## Sonde koje napuštaju Sunčev sistem
| Svemirska letelica | Organizacija | Napomena | Slika | Reference |
| ------------------ | ------------ | --- | ----- | --------- |
| Pioneer 10         | NASA         | Napustio Jupiter u decembru 1973. Misija je završena marta 1997. Poslednji kontakt 23. januara 2003. Sada se pretpostavlja da je Craft mrtav; nisu planirani dalji pokušaji kontakta.                          |       | 1972-012A |
| Pioneer 11         | NASA         | Napustio Saturn u septembru 1979. Poslednji kontakt septembar 1995. Antenom letelice ne može se manevrisati da ukaže na Zemlju, a nije poznato da li još uvek emituje. Nisu planirani dalji pokušaji kontakta. |       | 1973-019A |
| Voyager 1          | NASA         | Napustio Saturn u novembru 1980. Još uvek u redovnom kontaktu i prenosi naučne podatke. |       | 1977-084A |
| Voyager 2          | NASA         | Napustio je Neptun avgusta 1989. Još uvek u redovnom kontaktu i prenosi naučne podatke. |       | 1977-076A |
| New Horizons       | NASA         | Napustio Pluton 14. jula 2015; proleteo pored objekta 486958 Arrokoth iz Kajperovog pojasa 1. januara 2019. kada je bio 43,4 AJ od Sunca.                                                                      |       | 2006-001A |
| IHP-1              | CNSA         | Predložena sonda međuzvezdane Heliosphere sa datumom lansiranja 2024. Očekuje se da će do 2049. godine dostići udaljenost od najmanje 85 AJ od Zemlje                                                          |       | [ 87 ]    |
| IHP-2              | CNSA         | Predložena sonda međuzvezdane Heliosphere sa datumom lansiranja 2024. Očekuje se da će do 2049. dostići udaljenost od najmanje 83 AJ od Zemlje                                                                 |       | [ 87 ]    |

## Druge sonde koje napuštaju Zemljinu orbitu
Radi potpunosti, ovaj odeljak navodi sonde koje su napustile (ili će napustiti) Zemljinu orbitu, ali nisu primarno usmerene ni na jedno od gore navedenih tela.
| Svemirska letelica         | Organizacija                   | Datum                                                   | Lokacija                                                      | Status               | Napomena | Slika | Reference |
| -------------------------- | ------------------------------ | ------------------------------------------------------- | ------------------------------------------------------------- | -------------------- | --- | ----- | --------- |
| WMAP                       | NASA                           | 30 Jun 2001 (lansirana) – Oktobar 2010 (kraj)           | Sunce-Zemlja L2 tačka                                         | uspešna              | posmatranja kosmičkog pozadinskog zračenja; poslat u orbitu groblja nakon 9 godina upotrebe.                               |       | 2001-027A |
| Spitzer Space Telescope    | NASA                           | 25 Avgust 2003 (lansirana) – 30 Januar 2020 (kraj)      | Heliocentrična orbita koja se vuče prema Zemlji               | uspešna              | infracrvena astronomija |       | 2003-038A |
| Kepler                     | NASA                           | 6 Mart 2009 (lansirana)                                 | Heliocentrična orbita koja se vuče prema Zemlji               | završeno (2009–2018) | traže ekstrasolarne planete                                                                                                |       | 2009-011A |
| Herschel Space Observatory | ESA                            | 14 Maj 2009 (lansirana)                                 | Lisažuova orbita oko Sunce-Zemljine L2 tačke                  | završeno             | proučavanje formiranja i evolucije galaksija i zvezda                                                                      |       | 2009-026A |
| Planck                     | ESA                            | 14 Maj 2009 (lansirana)                                 | Lisažuova orbita oko Sunce-Zemljine L2 tačke                  | završeno (2009–2013) | kosmička mikrotalasna pozadinska zapažanja                                                                                 |       | 2009-026B |
| IKAROS                     | JAXA                           | 20 Maj 2010 (lansirana)                                 | Zemlja-Venera prenosi heliocentričnu orbitu                   | operativna           | razvoj tehnologije solarnih jedara / istraživanje međuplanetarnog svemira                                                  |       | 2010-020E |
| Shin'en (UNITEC-1)         | UNISEC                         | 20 Maj 2010 (lansirana)                                 | Zemlja-Venera prenosi heliocentričnu orbitu                   | neuspešna            | tehnološki razvoj; kontakt izgubljen ubrzo nakon lansiranja                                                                |       | 2010-020F |
| Chang'e 2                  | CNSA                           | 25 Avgust 2011 (dolazak) – 15 April 2012 (kraj)         | Sunce-Zemlja L2 tačka                                         | uspešna              | Napustio je tačku 15. aprila 2012, a zatim proleteo pored asteroida 4179 Toutatis                                          |       | 2010-050A |
| Gaia                       | ESA                            | 19 Decembar 2013 (lansirana)                            | Lisažuova orbita oko Sunce-Zemlja L2 tačke                    | uspešna              | astrometrijska misija za merenje položaja i kretanja 1 milijarde zvezda                                                    |       | 2013-074A |
| Shin'en 2                  | Kyushu Institute of Technology | 3 Decembar 2014 (lansirana)                             | heliocentrična orbita                                         | uspešna              | amaterski radio satelit / demonstracija materijala                                                                         |       | 2014-076B |
| ARTSAT2:DESPATCH           | Tama Art University            | 3 Decembar 2014 (lansirana)                             | heliocentrična orbita                                         | uspešna              | umetnička dela dubokog svemira / radio-amaterski satelit                                                                   |       | 2014-076C |
| LISA Pathfinder            | ESA                            | 3 Decembar 2015 (lansirana) – 30 Jun 2017 (kraj)        | Halo orbita oko Sunce-Zemlja L1 tačke                         | uspešna              | test misija za predloženu opservatoriju gravitacionih talasa LISA                                                          |       | 2015-070A |
| Spektr-RG                  | Русија · Њемачка               | 13 Jul 2019 (lansirana)                                 | Halo orbita oko Sunce-Zemlja L2 tačke                         | operativna           | Rentgenska astronomija |       | 2019-040A |
| Chang'e 5                  | CNSA                           | 23 Novembar 2020 (lansirana) - 30 Avgust 2021 (levo L1) | Halo orbita oko Sunce-Zemlja L1 tačke                         | uspešna              | test misija posle povratka lunarnog uzorka                                                                                 |       | 2020-087A |
| James Webb Space Telescope | NASA ESA CSA                   | 25 Decembar 2021 (lansirana)                            | Sunce-Zemlja L2 tačka                                         | u orbiti             | infracrvena astronomija |       | 2021-130A |
| ArgoMoon                   | ASI                            | 16 Novembar 2022 (lansirana)                            | Visoka Zemljina orbita sa Lunarnim preletima (heliocentrična) | u orbiti             | slikajte ICPS i izvodite eksperimente nanotehnologije dubokog svemira                                                      |       | ARGOMOON  |
| BioSentinel                | NASA                           | 16 Novembar 2022 (lansirana)                            | heliocentrična orbita                                         | u orbiti             | sadrži kartice koje će biti rehidrirane u svemiru, dizajnirane da otkriju, mere i uporede efekte zračenja dubokog svemira. |       | BIOSENTNL |
| Team Miles                 | Fluid & Reason                 | 16 Novembar 2022 (lansirana)                            | heliocentrična orbita                                         | u orbiti             | demonstrirati plazma pogon niskog potiska dubokom svemiru.                                                                 |       | TEAMMILES |
| Euclid                     | ESA                            | 2023 (lansirana)                                        | Halo orbita oko Sunce-Zemlja L2 tačke                         | planirano            | izmerite brzinu širenja Univerzuma kroz vreme da biste bolje razumeli tamnu energiju i tamnu materiju                      |       | [ 110 ]   |

## Otkazane sonde i misije
| Target                     | Svemirska letelica                  | Svemirska letelica                  | Organizacija | Datum | Tip                  | Status       | Napomena                                                 | Slika | Reference |
| -------------------------- | ----------------------------------- | ----------------------------------- | ------------ | ----- | -------------------- | ------------ | -------------------------------------------------------- | ----- | --------- |
| Merkur                     | BepiColombo Mercury Surface Element | BepiColombo Mercury Surface Element | ESA          |       | lender               | otkazano     |                                                          |       |           |
| Mesec                      | LUNAR-A                             | LUNAR-A                             | JAXA         |       | orbiter, penetratori | otkazano     | prvobitno zakazan za 1995, otkazan 2007                  |       | LUNAR-A   |
| Mars                       | Mars Surveyor 2001 Lander           | Mars Surveyor 2001 Lander           | NASA         | 2001  | lender               | otkazano     | autobus svemirske letelice prenamenjen za Phoenix lender |       | MS2001L   |
| Mars                       | Beagle 2: Evolution                 | Beagle 2: Evolution                 |              | 2004  | lender               | otkazano     |                                                          |       |           |
| Mars                       | NetLander                           | NetLander                           | CNES/ ESA    |       | lender               | otkazano     |                                                          |       | [ 111 ]   |
| Mars                       | Mars Telecommunications Orbiter     | Mars Telecommunications Orbiter     | NASA         | 2010  | orbiter              | otkazano     | Misija bi mogla biti ispunjena predloženom NeMO Misijom  |       | [ 112 ]   |
| Fobos, Deimos              | Aladdin                             | Aladdin                             | NASA         |       | vraćanje uzorka      | nije izabran |                                                          |       | [ 113 ]   |
| Evropa                     | Europa Orbiter                      | Europa Orbiter                      | NASA         |       | orbiter              | otkazano     |                                                          |       | [ 114 ]   |
| Europa, Ganymede, Callisto | Jupiter Icy Moons Orbiter           | Jupiter Icy Moons Orbiter           | NASA         | 2021  | orbiter              | otkazano     |                                                          |       | [ 115 ]   |
| Pluton                     | Pluto Fast Flyby                    | Pluto Fast Flyby                    | NASA         | 2010  | prelet               | otkazano     | Ponovo predložen kao Pluto Kuiper Express                |       |           |
| Pluton                     | Pluto Kuiper Express                | Pluto Kuiper Express                | NASA         | 2012  | prelet               | otkazano     | Zamenjuju ga New Horizons                                |       | PLUTOKE   |
| 4660 Nereus                | Hayabusa                            | Hayabusa                            | ISAS         |       | vraćanje uzorka      | otkazano     | preusmeren na 25143 Itokava                              |       | 2003-019A |
| 3840 Mimistrobell          | Rosetta                             | Rosetta                             | ESA          | 2006  | prelet               | otkazano     | preusmeren                                               |       | 2004-006A |
| 4979 Otawara               | Rosetta                             | Rosetta                             | ESA          | 2006  | prelet               | otkazano     | preusmeren                                               |       | 2004-006A |
| 4660 Nereus                | Near Earth Asteroid Prospector      | Near Earth Asteroid Prospector      | SpaceDev     |       | vraćanje uzorka      | otkazano     |                                                          |       | [ 116 ]   |
| 46P/Wirtanen               | Rosetta                             | Rosetta                             | ESA          | 2011  | orbiter              | otkazano     | preusmeren na 67P/Čurjumov–Gerasimenko                   |       | 2004-006A |

## Spoljašnje veze
- Planetary Society: Cassini's Tour of the Saturn System